# Lee Bum-young
Lee Bum-young (Seoel, 2 april 1989) is een Zuid-Koreaans voormalig voetballer die speelde als doelman. Tussen 2008 en 2024 was hij actief voor Busan IPark, Avispa Fukuoka, Gangwon, Jeonbuk Motors en Suwon FC. Lee maakte in 2014 zijn debuut in het Zuid-Koreaans voetbalelftal.

## Clubcarrière
Lee speelde in de jeugd van Busan IPark en werd in 2008 doorgeschoven naar het eerste elftal van de club. Ttwee jaar later debuteerde hij, toen er op 4 september 2010 met 1–1 gelijkgespeeld werd tegen Incheon United. Op 9 oktober van datzelfde jaar hield hij tijdens een 0–0 gelijkspel tegen Seongnam voor het eerst de 'nul'. Vanaf 2013 was hij drie seizoenen lang eerste keuze onder de lat. De doelman verkaste in 2016 naar de Japanse promovendus Avispa Fukuoka. In die jaargang kwam Lee tot vijfentwintig competitieoptredens en hierna verkaste hij naar Gangwon, eveneens net gepromoveerd. Twee jaar later nam regerend kampioen Jeonbuk Motors Lee over en hij tekende voor drie jaar. Drie jaar later verkaste hij naar Suwon FC, voordat Lee in februari 2024 besloot op vierendertigjarige leeftijd een punt achter zijn actieve loopbaan te zetten.

## Clubstatistieken
| Seizoen | Club           | Competitie | Competitie | Competitie | Beker | Beker | Internationaal | Internationaal | Totaal | Totaal |
| Seizoen | Club           | Competitie | Wed.       | Dlp.       | Wed.  | Dlp.  | Wed.           | Dlp.           | Wed.   | Dlp.   |
| ------- | -------------- | ---------- | ---------- | ---------- | ----- | ----- | -------------- | -------------- | ------ | ------ |
| 2010    | Busan IPark    | K-League   | 6          | 0          | 0     | 0     | —              | —              | 6      | 0      |
| 2011    | Busan IPark    | K-League   | 14         | 0          | 4     | 0     | —              | —              | 18     | 0      |
| 2012    | Busan IPark    | K-League   | 12         | 0          | 0     | 0     | —              | —              | 12     | 0      |
| 2013    | Busan IPark    | K-League   | 31         | 0          | 3     | 0     | —              | —              | 34     | 0      |
| 2014    | Busan IPark    | K-League   | 31         | 0          | 2     | 0     | —              | —              | 33     | 0      |
| 2015    | Busan IPark    | K-League   | 27         | 0          | 2     | 0     | —              | —              | 29     | 0      |
| 2016    | Avispa Fukuoka | J1 League  | 25         | 0          | 4     | 0     | —              | —              | 29     | 0      |
| 2017    | Gangwon        | K-League   | 36         | 0          | 1     | 0     | —              | —              | 37     | 0      |
| 2018    | Gangwon        | K-League   | 30         | 0          | 0     | 0     | —              | —              | 30     | 0      |
| 2019    | Jeonbuk Motors | K-League   | 0          | 0          | 0     | 0     | —              | —              | 0      | 0      |
| 2020    | Jeonbuk Motors | K-League   | 0          | 0          | 0     | 0     | 1              | 0              | 1      | 0      |
| 2021    | Jeonbuk Motors | K-League   | 1          | 0          | 1     | 0     | 5              | 0              | 7      | 0      |
| 2022    | Suwon FC       | K-League   | 2          | 0          | 0     | 0     | —              | —              | 2      | 0      |
| 2023    | Suwon FC       | K-League   | 2          | 0          | 0     | 0     | —              | —              | 2      | 0      |
| Totaal  | Totaal         | Totaal     | 217        | 0          | 17    | 0     | 6              | 0              | 240    | 0      |

## Interlandcarrière
Lee maakte onderdeel uit van de Zuid-Koreaanse afvaardiging naar de Olympische Spelen 2012 in Londen. Tijdens dat toernooi viel hij in voor Jung Sung-ryong in de kwartfinale tegen Groot-Brittannië. Hij stopte vervolgens de beslissende strafschop van Daniel Sturridge, waardoor de Koreanen doorgingen naar de halve finales. Op 5 mei 2014 werd bekendgemaakt dat Lee onderdeel uitmaakte van de Zuid-Koreaanse selectie voor het WK 2014 in Brazilië. Op het eindtoernooi kwam de doelman niet in actie. Zijn debuut voor de nationale ploeg maakte hij op 8 september 2014, toen met 0–1 verloren werd van Uruguay door een doelpunt van José María Giménez. Lee mocht van bondscoach Uli Stielike in de basis beginnen en hij verdedigde het gehele duel het Zuid-Koreaanse doel.
| Interlands van Lee Bum-young voor Zuid-Korea | Interlands van Lee Bum-young voor Zuid-Korea | Interlands van Lee Bum-young voor Zuid-Korea | Interlands van Lee Bum-young voor Zuid-Korea | Interlands van Lee Bum-young voor Zuid-Korea | Interlands van Lee Bum-young voor Zuid-Korea |
| №                                            | Datum                                        | Wedstrijd                                    | Uitslag                                      | Competitie                                   | Goals                                        |
| Als speler bij Busan IPark                   | Als speler bij Busan IPark                   | Als speler bij Busan IPark                   | Als speler bij Busan IPark                   | Als speler bij Busan IPark                   | Als speler bij Busan IPark                   |
| -------------------------------------------- | -------------------------------------------- | -------------------------------------------- | -------------------------------------------- | -------------------------------------------- | -------------------------------------------- |
| 1                                            | 8 september 2014                             | Zuid-Korea – Uruguay                         | 0 – 1                                        | Vriendschappelijk                            |                                              |